# Sam Hoare
Sam Hoare (27 de junio de 1981) es un actor y director británico conocido por su papel de Dickie Burnell, junto a Matt Smith en Bert & Dickie (2012).
Hoare escribió y dirigió Having You, protagonizado por Anna Friel y Romola Garai, que fue estrenado en mayo de 2013 en Sky Movies.

## Primeros años y educación
Nacido Simon Patrick Douro Hoare, es el hijo de Timothy James Douro Hoare y su exesposa "Linda" Kinvara Cayzer, nieta de Herbert Cayzer, I barón de Rotherwick. Hoare fue educado en el Eton College, y luego estudió Filosofía y Psicología en la Universidad de Edimburgo, donde actuó en numerosas obra de teatro.

## Actuación
Hoare se dedicó en un inicio al teatro, incluyendo producciones con el Chichester Theatre, Shakespeare's Globe y The Theatre Royal Haymarket, por Breakfast at Tiffany's dirigida por Sean Mathias. Junto a sus apariciones teatro y televisión, incluyendo Eastenders y Doctors, Hoare ha aparecido en películas; junto a Nicole Kidman en La brújula dorada y con Samuel L. Jackson en Capitán América.
Tras su papel en Bert & Dickie en 2012, Hoare proyagonizó Father Brown y en el drama de Stephen Poliakoff, Dancing on the Edge, como también un papel principal en Blandings basado en las historias de P.G. Wodehouse; también protagonizado por Jennifer Saunders, Timothy Spall, David Walliams y Paloma Faith.
Hoare hizo de Douglas Camfield en An Adventure in Space and Time para celebrar el cincuenta aniversario de Doctor Who.

## Como director y escritor
Hoare ha dirigido numerosos videoclips y cortometrajes; Training Day fue aceptado en numerosos festivales incluyendo en el Rushes Soho Shorts Festival y el Encounters International Film Festival; y más recientemenfe, Babysitting protagonizada por Romola Garai, Dan Stevens e Imogen Stubbs.
Junto a Having You, Hoare tiene muchos proyectos en desarrollo, como también el piloto Underperforming que está siento desarrollado por Finite Films.

## Vida personal
En marzo de 2013 la actriz Romola Garai dio a luz a la primera hija de la pareja. Hoare y Garai se casaron en julio de 2014.

## Filmografía
| Título                                                  | Papel                             | Lanzamiento |
| ------------------------------------------------------- | --------------------------------- | ----------- |
| Crimen en el paraíso (serie de televisión)              | Daniel Friend / Michael Bennett   | 2018        |
| McMafia (serie de televisión)                           | Alan Reynott                      | 2018        |
| Outlander (serie de televisión)                         | Harold "Hal" Grey, Earl of Melton | 2017        |
| An Adventure in Space and Time (Película de televisión) | Douglas Camfield                  | 2013        |
| Having You                                              | Director / Escritor               | 2013        |
| Father Brown (Serie de televisión)                      | Norman Bohun                      | 2013        |
| Dancing on the Edge (Serie de televisión)               | Eric                              | 2013        |
| Blandings (Serie de televisión)                         | 'Beefy' Bingham                   | 2012/13     |
| Bert and Dickie                                         | Dickie Burnell                    | 2012        |
| Babysitting (Cortometraje)                              | Director / Escritor               | 2011        |
| Training Day (Cortometraje)                             | Director / Escritor               | 2011        |
| Capitán América: el primer vengador                     | Recruta nervioso                  | 2011        |
| Doctors (Serie de televisión)                           | Gavin Peterson / Glen Newman      | 2008–2011   |
| Borgen (Serie de televisión)                            | Engelsk analytiker No. 2          | 2010        |
| Bucolic Terror (short)                                  |                                   | 2009        |
| EastEnders (Serie de televisión)                        | Keiran                            | 2009        |
| Leave (Cortometraje)                                    | Productor asociado                | 2009        |
| The Start (Cortometraje)                                | Productor                         | 2009        |
| Lecture 21                                              | Músico                            | 2008        |
| Summerhill (Película de televisión)                     | Phil                              | 2008        |
| La brújula dorada                                       | Segundo comandante                | 2007        |
| Party Animals (Serie de televisión)                     | Tom Merchant                      | 2007        |
| Lilies (Serie de televisión)                            | Peter Parks                       | 2007        |
| Jane Eyre (Miniserie de televisión)                     | Lynn Brother                      | 2006        |